# Nelson Leigh
Nelson Leigh, nato Sydney Talbot Christie (1º gennaio 1905 – Hemet, 3 luglio 1985), è stato un attore statunitense.

## Filmografia parziale

### Cinema
- The Pilgrimage Play, regia di Frank R. Strayer (1949)
- I tre del Rio Grande (Texas Bad Man), regia di Lewis D. Collins (1953)
- Banditi atomici (Creature with the Atom Brain), regia di Edward L. Cahn (1955)
- Mondo senza fine (World Without End), regia di Edward Bernds (1956)
- The Book of Acts Series, regia di Eddie Dew (1957)
- Sfida all'O.K. Corral (Gunfight at the O.K. Corral), regia di John Sturges (1957)
- La famiglia assassina di Ma Barker (Ma Barker's Killer Brood), regia di Bill Karn (1960)

### Televisione
- The Whistler – serie TV, episodio 1x17 (1955)
- Navy Log – serie TV, episodi 1x12-1x26-2x09 (1955-1956)
- Steve Canyon – serie TV, episodio 1x03 (1958)
- Tightrope – serie TV, episodio 1x01 (1959)
- Men Into Space – serie TV, episodio 1x35 (1960)
- The New Breed – serie TV, episodio 1x09 (1961)
- Corruptors (Target: The Corruptors) – serie TV, episodio 1x14 (1961)
- Surfside 6 – serie TV, episodio 2x06 (1961)